# Juncus alpiniformis
Juncus alpiniformis là một loài thực vật có hoa trong họ Juncaceae. Loài này được Fernald mô tả khoa học đầu tiên năm 1933.